# 沖縄県立沖縄高等特別支援学校
沖縄県立沖縄高等特別支援学校（おきなわけんりつ おきなわこうとうとくべつしえんがっこう、英: Okinawa Higher Special Support School）は、沖縄県うるま市に所在する高等部単独の特別支援学校で、就労技術科を設置している。沖縄県内全域を通学区域とし、寄宿舎も併設されている。

## 概要
本校には、福祉コース（1学級、定員10名）と就労技術コース（4学級、定員40名）が設置されている。出願の際は、いずれかのコースを第1希望、もう一方を第2希望として、必ず両方を記入する必要がある。入学者選抜では、両コース共通の問題が出題される。選抜は、出願書類、学力検査、面接の結果を総合的に判定して行う。学力検査は、国語・数学・技術（職業）・体育の4教科で実施され、各教科の検査時間は50分である。
1年次には、「農園芸」「木工」「クリーニング」「流通・サービス」「福祉」の5分野について、それぞれ週2時間ずつ体験的に学習する。また、ハウスクリーニングに関する内容も1年次に履修する。
2・3年次では、福祉コースの生徒は福祉に関する専門科目を、就労技術コースの生徒は「農園芸コース」「木工コース」「クリーニングコース」「流通・サービスコース」の中から1つを選択し、専門的に学習する。これらの専門教科は週10〜11時間設定されており、週2日は終日実習形式で行われる。
加えて、週2時間の選択授業もあり、「介護アシスタント」「ビルメンテナンス」「オフィスアシスタント」「窯業」「グリーンインテリア」「縫製」などの科目から選択できる。
福祉コースでは、在学中に介護職員初任者研修に必要な10科目（130時間）を履修し、資格取得を目指すカリキュラムが編成されている。

### 就業体験
3年間を通じて計6回の就業体験が実施される。1年次前期には、校内就業体験を行い、1年次後期から2年次にかけては、自宅または学校近隣の企業にて校外実習を行う。3年次には、主に自宅近隣の企業での就業体験が行われる。

## 歴代校長一覧
- 初代：真栄城 徳仁
- 第2代：玉城 義雄
- 第3代：宮城 弘典
- 第4代：仲田 文雄
- 第5代：大濵 克巳
- 第6代：牛田 勝己
- 第7代：當山 昇
- 第8代：塩浜 康男
- 第9代：知花 久則
- 第10代：新垣 ひろみ
- 第11代：中石 直木
- 第12代：與那覇 広次
- 第13代：比嘉 浩
- 第14代：安里 吉実
- 第15代：渡久地 直哉
- 第16代：城間 政次
- 第17代：浦崎 達夫[5]

## 所在地
〒904-2213　沖縄県うるま市字田場1243番地